# مارلبورو، شهرستان بورلینگتون، نیوجرسی
مارلبورو (به انگلیسی: Marlboro) یک منطقهٔ مسکونی در ایالات متحده آمریکا است که در ایوشیم، نیوجرسی واقع شده‌است. مارلبورو ۲۴٫۹۹ متر بالاتر از سطح دریا قرار دارد.